# 米原インターチェンジ
米原インターチェンジ（まいはらインターチェンジ）は、滋賀県米原市樋口にある北陸自動車道のインターチェンジである。

## 概要
米原JCTのすぐ北にあるインターチェンジで、米原JCTとの間に米原本線料金所（検札所）が2007年（平成19年）5月31日まで設置されていた。
供用開始時からの呼び方は「まいばらインターチェンジ」となっていたが、2001年6月に当時の町名である坂田郡米原町（まいはらちょう）に合わせる形で「まいはらインターチェンジ」に変更した。しかし、2005年2月14日の坂田郡3町の合併で誕生した米原市（まいばらし）が鉄道駅の米原駅に名称を合わせたため、地名とインターチェンジの名称の間に再び違いが生じることになった。

## 道路
- E8 北陸自動車道（1番）

## 接続道路
- 国道21号[1][8]

## 料金所
2019年（令和元年）7月24日時点では以下の配置である。
- ブース数：4

### 入口

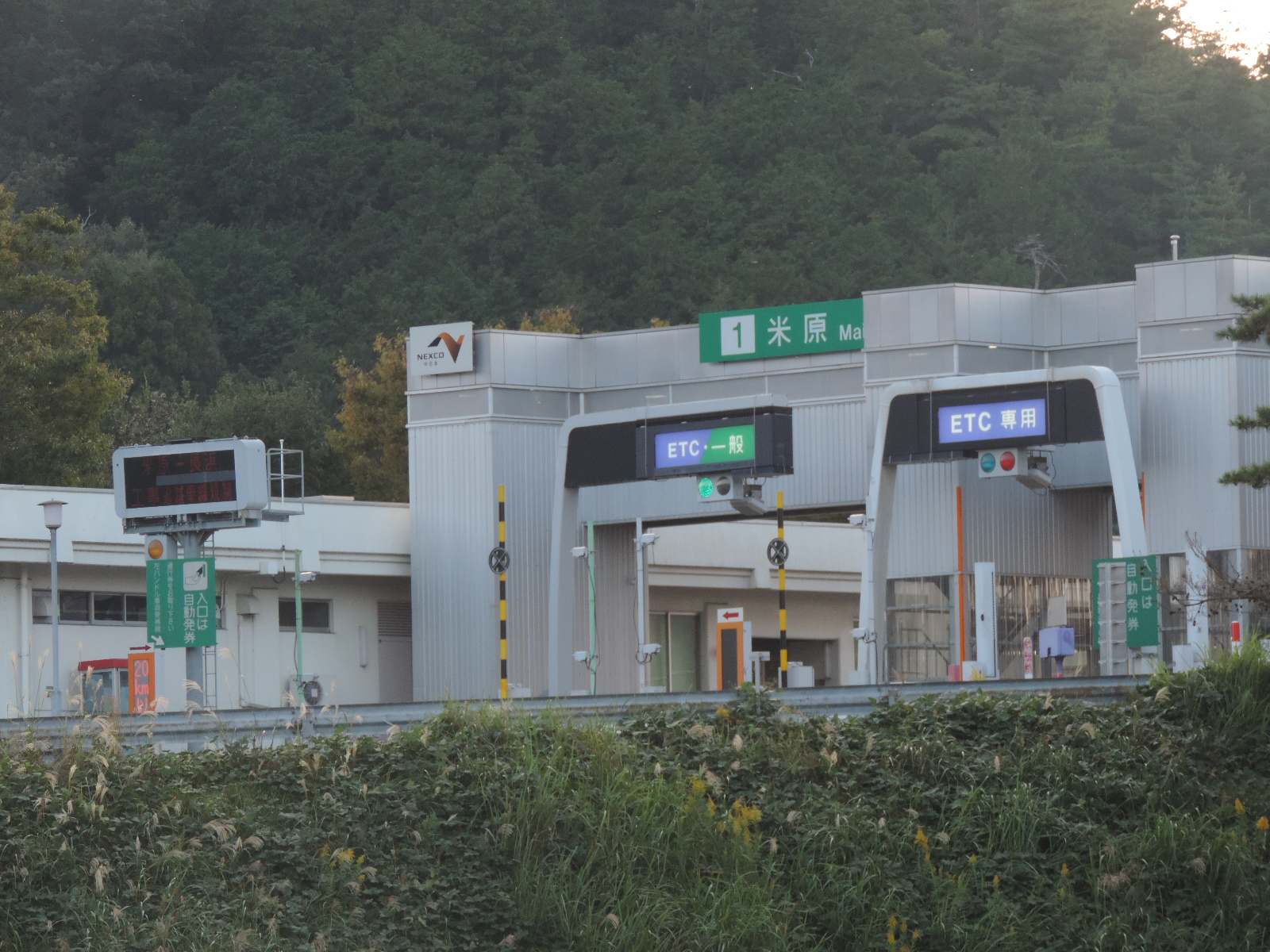
米原インターチェンジの料金所

- ブース数：2
  - ETC専用：1米原インターチェンジの料金所
  - ETC・一般：1

### 出口
- ブース数：2
  - ETC専用：1
  - ETC・一般：1

## 沿革
名神高速道路の開通当初、米原町（当時）にもインターチェンジを誘致することが考えられたが、農地を残す目的で断念した。
1967年（昭和42年）11月9日に北陸自動車道武生IC - 米原JCTの整備計画が決定され、滋賀県内には木之本ICと長浜ICが設置されることになったが、米原町にインターチェンジを設置することは長浜ICに近すぎるため当初は計画から外れた。そこで、米原町は同年に北陸縦貫高速自動車道米原町審議会設置条例を制定し、町議会に北陸自動車道米原インター対策特別委員会が設けられ、町や議会をあげてインターチェンジ設置の誘致を粘り強く請願した。その結果、整備計画への追加が1971年（昭和46年）12月14日に行われた。
1974年（昭和49年）9月23日に滋賀県下の北陸自動車道の工事が起工され、1980年（昭和55年）4月7日に北陸自動車道敦賀IC - 米原JCTが先行して供用開始し、同年6月19日に米原ICも供用開始された。

## 周辺
- 米原駅
- ローザンベリー多和田

## 隣
E8 北陸自動車道
(27-1)米原JCT - (1)米原IC - 神田PA/SIC(SICは事業中) - (2)長浜IC